# 歌姫 (中森明菜のアルバム)
『歌姫』（うたひめ）は、日本の歌手中森明菜の1作目のカバー・アルバム。このアルバムは1994年3月24日にMCAビクターよりリリースされた (CD: MVCD-12, CT: MVTD-6)。2002年12月4日には『歌姫〈スペシャル・エディション〉』としてユニバーサルJから再発売された。

## 背景
『歌姫』は、中森にとって初のカバー・アルバム作品となった。このアルバムは1994年3月24日にCD (MVCD-12)とCT (MVTD-6)の2形態で同時発売された。本作のエグゼクティブ・プロデュースとプロデュースは、スタジオ・アルバム『UNBALANCE+BALANCE』に続き飯田久彦と川原伸司、中森が務めた。このアルバムのキャッチ・フレーズは「好きな歌だけ歌っていたい…」である。本作のために、数百曲の候補から8か月かけて9曲に絞り込み、1960年代から1970年代の楽曲を中心に選曲された。千住明率いる総勢50名からなるフル・オーケストラでの同時録音で収録され、ストリングス・アレンジが起用された。このアルバムのディスクジャケットのデザインでは駄菓子を取り入れた。この理由について中森は、穏やかで、幼少の頃を思い起させる気持ちを表現するためと説明している。また、このジャケットに書かれた"歌姫"の題字は、井上陽水が手掛けた。
このアルバムの制作経緯についてエグゼクティブ・プロデューサーの川原は、前アルバムのジャケットのミーティング時、次回はもう少し肩の力を抜いた作品を作ろうかといった提案から、これまで制作していなかったカバー・アルバムの話題に転じたという。かつて中森がカラオケで杏里の「オリビアを聴きながら」などを歌唱する姿を見た川原は、歌を自身のものとして引き寄せる中森の力量を感じていたという。そこで、当初は気軽に取り組んでもらいたいと考えていたと明かしている。しかし、本作でカバーした歌は既に確固たるスタイルを持っていたため、その上で新たに歌唱するということは、その分精神力を多く費やす作業でもあったとして、オリジナル制作とは異なる難しさがあり、容易ではなかったと川原は振り返っている。また、オリジナルを上回ろうといった意図ではなく、中森が歌い継ぐことによって、後世に楽曲が残されていくことが出来ればとの思いを語っている。さらに川原は、このアルバムは、ハリー・ニルソンの『夜のシュミルソン』や、ちあきなおみの『すたんだーど・なんばー』を意識して作られたことを明かしている。
中森は、レコーディングでは自然に自身を表現するように心掛けたと述べている。さらに、このアルバムでカバーした楽曲のオリジナルをあえて聴き込むことはしなかったと振り返っている。「そうすると、ブレスの位置まで元の歌手の人の感覚が自分に乗り移ってしまう」とこの理由について述べている。
『ミュージック・マガジン』のインタビューで中森は、カバーした楽曲について語った。「私は風」については、カルメン・マキの印象よりも、中森の姉の長女が、ピアノを弾きながら毎日のように歌っていた歌い方のイメージを強く持っていると明かした。この「私は風」は、プロデューサーとしての中森自らが選んだ楽曲であったという。「魔法の鏡」については、最終的に詞から最もリアリティが沸くものをというマネージャーの提案により決定したという。「思秋期」については、中森の母親から歌の基礎を教えられていた幼少の頃、難易度の高い歌で歌えなかったというエピソードも明かしている。
1994年12月には、本作を引っ提げたスペシャル・ライブ歌姫 パルコ劇場ライブを開催した。
2002年12月には、『歌姫〈スペシャル・エディション〉』として本作は再発売された。

## 歌姫シリーズ
2002年3月に中森の2作目のカバー・アルバム『-ZEROalbum- 歌姫2』が発表された。これにより本作『歌姫』はシリーズ化し、"歌姫シリーズ"の第1弾ともなった。『-ZEROalbum- 歌姫2』は、『歌姫』に続き千住明が編曲を手掛けた。2003年12月には『歌姫3 〜終幕』をリリースし、このアルバムのアレンジも千住が担当、"歌姫シリーズ"は全3作発表となった。ジャケットの題字も同シリーズ全作で井上陽水が手掛けた。この"歌姫シリーズ"は、3作合計で累計100万枚を突破した。
2004年12月には、3作発売となった"歌姫シリーズ"全作を収録したCD-BOX盤『歌姫 Complete Box Empress』を発売し、2007年1月には、同シリーズのベスト・アルバム『歌姫ベスト 〜25th Anniversary Selection〜』が発売された。

## シングル
「片想い」が、このアルバムからのシングルとして1994年3月24日に本作と同時発売された。この楽曲は、両A面シングル「片想い・愛撫」として発売された。本作収録の「片想い」はアルバム・バージョンで収録されている。

## 批評
『CDジャーナル』は本作について「歌の内容よりも肉声そのものが魅力的」と批評。『CDでーた』の高田秀之は「オリジナル以上に『女性・中森』がじっくり味わえるできである。」と批評した。
『ミュージック・マガジン』の小野島大は、絶えず抑制されたなだらかなボーカルにより、存在感と緊迫感が一層際立ち、その緊張感は終始保ち続けていると指摘し、中でも「思秋期」に移入されている感情の深さには、圧倒されると評した。三田真は、中森が最後の「"女王様"的な歌謡曲歌手」であるとして、こういった企画が通せるところからもそれを示していると述べ、さらに本作を「愛聴している」とコメントした。渡辺亨は、「現在の日本には、艶もなければ、匂いもしない女性の歌があふれているので、なおさらこの衣擦れの音がするような歌がまぶしく感じられる。」と評した。高橋道彦は、ほんの少しの力加減の中に情感の機微を組み込んでいるため、あたかも単調かのようだが多彩な色合いを感じさせると歌唱を評し、千住明による編曲が統一感を作り上げていると評した。また、『ミュージック・マガジン』の増刊号『THE GROOVY 90'S 90年代日本のロック/ポップ名盤ガイド』の保母大三郎は「聴いた瞬間から、夜を纏ったかのような紫のベルベット・ボイスに恋に落ちる。」と歌唱を評価し、千住明によるアレンジについては「歌唱の情感を増幅させた効果的アレンジ」と指摘している。中でも「私は風」を白眉と評価しており、さらに、「カバー作がオリジナルが売れない故の逃げ道ではないことを証明する力作。」と付け加えている。
『WHAT's IN?』の小貫信昭は、本作について「"カバーという言い方"は気分じゃない」とコメントし、その理由として「オリジナル至上主義」に対する小貫の若干のアンチテーゼが込められていると語る。続けて、元来独創性というものは、原作だけで生み出されるものではないことを、本作が証明していると評した。さらに、「ここに歌われた9つの歌たちは、本当に本当に幸せそうだ。」と総評した。また、同誌の能地祐子は、本作のようなカバー・アルバムを聴きたかったと評価し、このアルバムでの中森は文字通り"歌姫"であると指摘。自身の命運を決然として向かう"歌姫"としてのエネルギッシュさを満身に湛えるかのようだと付け加えている。また、自身のために作られた歌でないこともあるためか、時折中森から「無防備なほど剥き出しの本能を覗かせる」と分析。加えて、良質な楽曲を不誠実に歌唱することや、気の向くままに歌唱することは容易であろうが、「本能のままに奔放に"人に与える歌"を歌うことは技量を超えた才能を必要とする。」と本作での歌唱を評価した。さらに、全身全霊を傾けるかのようにひたむきに歌を歌い上げており、このことはリスナーとしての能地にとって、「泣きたいほどせつない」ことであるものの、それをもたらされることの喜びに、胸に迫るような「温かな気持ちになったりもする。」と批評した。

## チャート成績
本作はオリコン週間アルバムチャートの1994年4月4日付で初登場6位を記録後、翌週の1994年4月11日付で最高順位5位を記録した。同チャートには9週にわたってランクインしている。同チャートの形態別では、CD盤（品番: MVCD-12）が最高順位5位を記録し、カセット盤（品番: MVTD-6）が最高順位4位を記録した。また同チャートの形態別のランクイン週数では、CD盤は通算9週にわたってランクインし、カセット盤は14週にわたってランクインした。

## 収録曲
| 全編曲: 千住明。 |                                                        |                       |            |       |
| #                | タイトル                                               | 作詞                  | 作曲       | 時間  |
| 1.               | 「ダンスはうまく踊れない」(石川セリのカバー曲)         | 井上陽水              | 井上陽水   | 4:44  |
| 2.               | 「愛染橋」(山口百恵のカバー曲)                         | 松本隆                | 堀内孝雄   | 4:41  |
| 3.               | 「片想い」(中尾ミエ（オリジナルは槇みちる）のカバー曲) | 安井かずみ            | 川口真     | 4:43  |
| 4.               | 「思秋期」(岩崎宏美のカバー曲)                         | 阿久悠                | 三木たかし | 4:53  |
| 5.               | 「逢いたくて逢いたくて」(園まりのカバー曲)             | 岩谷時子              | 宮川泰     | 4:05  |
| 6.               | 「終着駅」(奥村チヨのカバー曲)                         | 千家和也              | 浜圭介     | 4:04  |
| 7.               | 「魔法の鏡」(荒井由実のカバー曲)                       | 荒井由実              | 荒井由実   | 4:00  |
| 8.               | 「生きがい」(由紀さおりのカバー曲)                     | 山上路夫              | 渋谷毅     | 4:05  |
| 9.               | 「私は風」(カルメン・マキ & OZのカバー曲)              | Maki Annette Lovelace | 春日博文   | 10:08 |
| 合計時間:        | 合計時間:                                              | 合計時間:             | 合計時間:  | 45:23 |

## 再発盤
『歌姫〈スペシャル・エディション〉』（うたひめ スペシャル・エディション）は、日本の歌手中森明菜の1枚目のカバー・アルバム『歌姫』に新たにインストバージョン・トラックを収録し2枚組となったリマスター再発盤（セシウムクロックを採用）である。このアルバムは2002年12月4日にユニバーサルJより2枚組CD (UMCK-1150/1)で再発売された。

### 概要
本作では、新たにアレンジが加えられた。封入されているライナー・ノーツにて、レコードプロデューサーの川原伸司は、「幻の"序曲"を新たに付け加えた、完全盤とも呼べる"歌姫シリーズ"の原点を、堪能していただきたいと思います。」とコメントを寄せている。

### 収録曲
新たなアレンジが加えられたものとして、1曲目の「ダンスはうまく踊れない」の前奏部分に1分弱ほど、2曲目の「愛染橋」には前奏部分にアレンジが追加されている。DISC2はDISC1のインストゥルメンタル・バージョンである。
| 全編曲: 千住明。 |                            |                       |            |       |
| #                | タイトル                   | 作詞                  | 作曲       | 時間  |
| 1.               | 「ダンスはうまく踊れない」 | 井上陽水              | 井上陽水   | 5:41  |
| 2.               | 「愛染橋」                 | 松本隆                | 堀内孝雄   | 4:42  |
| 3.               | 「片想い」                 | 安井かずみ            | 川口真     | 4:43  |
| 4.               | 「思秋期」                 | 阿久悠                | 三木たかし | 4:54  |
| 5.               | 「逢いたくて逢いたくて」   | 岩谷時子              | 宮川泰     | 4:05  |
| 6.               | 「終着駅」                 | 千家和也              | 浜圭介     | 4:04  |
| 7.               | 「魔法の鏡」               | 荒井由実              | 荒井由実   | 3:59  |
| 8.               | 「生きがい」               | 山上路夫              | 渋谷毅     | 4:05  |
| 9.               | 「私は風」                 | Maki Annette Lovelace | 春日博文   | 10:07 |
| 合計時間:        | 合計時間:                  | 合計時間:             | 合計時間:  | 46:20 |

## クレジット
| 『歌姫』のライナー・ノーツより レコーディング・スタッフ - プロデューサー：中森明菜 - ディレクター：AKIO TANABE（MCAビクター） - RECORDED & MIXED BY 奥原秀明 (VICTOR STUDIO) - ASSISTED BY 林憲一 (VICTOR STUDIO) - MASTERED BY 山崎和重 (VICTOR STUDIO) - ALL SONGS ARRANGED BY 千住明 デザイン・スタッフ - アート・ディレクション&デザイン：MASAAKI FUKUSHI (294) - デザイン：MITSUYOSHI KADOYA、YOSHIKAZU HARADA - 撮影：塚田和徳 - コスチューム・コーディネート：YOSHIHIKO EGI - ヘア&メイクアップ：MITSURU KOHNO - コーディネート：TATSUO SATO（MCAビクター） スタッフ - プロモーション・マネージャー：宮脇秀有（MCAビクター） - コー・プロデュース：TOSHIAKI EDA (NAPC) - エグゼクティブ・プロデューサーズ：飯田久彦 (VICTOR ENTERTAINMENT)、川原伸司 (OK) - THANX TO 横尾隆 (MUSIC LAND)、VICTOR AOYAMA STUDIO & MANY OTHERS XXXX | 『歌姫〈スペシャル・エディション〉』のライナー・ノーツより アーカイブ・コレクション・スタッフ - リマスター：藤野成喜 (UNIVERSAL MUSIC K.K.) - REMASTERED AT UNIVERSAL MUSIC MASTERING ROOM #1 - A&R：森淳一 (UNIVERSAL J) - プロモーション・チーフ：大原浩 (UNIVERSAL J) - セールス・プロモーション：寺舘京子 (UNIVERSAL MUSIC K.K.) - プロダクツ・コーディネーター：宮本仁美 (UNIVERSAL MUSIC K.K.) - デザイナー：中島裕次 (MDFACTORY INC.) |

## リリース履歴
| 発売日        | レーベル                 | 規格   | 品番        | 備考                                             |
| ------------- | ------------------------ | ------ | ----------- | ------------------------------------------------ |
| 1994年3月24日 | MCAビクター              | CT     | MVCC-12     |                                                  |
| 1994年3月24日 | MCAビクター              | CD     | MVCD-12     |                                                  |
| 2004年12月4日 | ユニバーサルミュージック | 2CD    | UMCK-1150/1 | スペシャル・エディション                         |
| 2017年5月3日  | ユニバーサルミュージック | 2UHQCD | UPCH-7268/9 | スペシャル・エディション、限定盤                 |
| 2023年6月28日 | ユニバーサルミュージック | 2CD    | UPCY-7867/8 | スペシャル・エディション、スペシャルプライス再発 |
| 2024年1月24日 | ユニバーサルミュージック | 2LP    | UPJY-9371/2 | 初アナログLP化、2枚組限定盤                      |

## 参照
1. 1 2 3  中森明菜『歌姫』（12cmCD）MCAビクター、1994年3月24日。MVCD-12。
2. 1 2 3 4 5 6 7 8  『歌姫』（12cmCD）中森明菜、MCAビクター、1994年3月24日。MVCD-12。
3. ↑  “歌姫｜中森明菜”. ORICON NEWS.  oricon ME. 2025年5月31日閲覧。
4. 1 2 3  “中森明菜-リリース-ORICON STYLE ミュージック”.  オリコン. 2012年4月15日閲覧。
5. 1 2 3  “中森明菜 / 歌姫 [CD] [アルバム] - CDJournal.com”.   音楽出版社. 2011年6月18日閲覧。
6. 1 2 3 4  『ALBUM CHART-BOOK COMPLETE EDITION 1970 〜 2005』オリコン・マーケティング・プロモーション、2006年4月25日、456-457頁。ISBN 4871310779。
7. ↑  『UNBALANCE+BALANCE』（12cmCD）中森明菜、MCAビクター、1993年9月22日。MVCD-9。
8. 1 2 3 4 5 6 7  北中正和「昭和40年〜50年代歌謡曲を蘇生させた中森明菜」『ミュージック・マガジン』第26巻第5号、ミュージック・マガジン、1994年5月1日、42-49頁。
9. 1 2 3 4 5 6 7  川原伸司『歌姫〈スペシャル・エディション〉』（2×12cmCD）中森明菜、ユニバーサルJ、2002年12月4日。UMCK-1150/1。
10. 1 2 3 4 5 6  能地祐子「今月のおすすめCD/BRAND NEW CD 100」『WHAT's IN?』第7巻第4号、ソニー・マガジンズ、1994年4月15日、164頁。
11. 1 2  能地祐子「カバー・アルバム『歌姫』発表 中森明菜」『CDでーた』第6巻第6号、角川書店、1994年4月5日、17頁。
12. 1 2 3 4 5 6 7 8 9 10 11 12 13 14  小貫信昭「アーティストファイル2 中森明菜」『WHAT's IN?』第7巻第4号、ソニー・マガジンズ、1994年4月15日、90-91頁。
13. 1 2  『MUSIC TOWN』第199号、新星堂、2003年12月、6頁。
14. 1 2  北中正和『歌姫 Complete Box Empress』（6×12cmCD）中森明菜、ユニバーサル、2004年12月1日。POCE-3035/40。
15. ↑  “中森明菜/パルコ・シアター・ライヴ・歌姫 [DVD] - CDJournal.com”.   音楽出版社. 2012年4月21日閲覧。
16. 1 2 3  中森明菜『歌姫〈スペシャル・エディション〉』（2×12cmCD）ユニバーサルJ、2002年12月4日。UMCK-1150/1。
17. 1 2 3 4 5  “中森明菜 / 歌姫（スペシャル・エディション） [2CD] [再発] [CD] [アルバム] - CDJournal.com”.   音楽出版社. 2012年4月21日閲覧。
18. 1 2  “中森明菜 / ZERO album～歌姫2 [CD] [アルバム] - CDJournal.com”.   音楽出版社. 2012年4月21日閲覧。
19. ↑  『-ZEROalbum- 歌姫2』（12cmCD）中森明菜、キティMME、2002年3月20日。UMCK-1093。
20. ↑  “中森明菜 / 歌姫3～終幕 [CD] [アルバム] - CDJournal.com”.   音楽出版社. 2012年4月21日閲覧。
21. ↑  『歌姫3 〜終幕』（12cmCD）中森明菜、ユニバーサルJ、2003年12月3日。UMCK-1174。
22. ↑  “SANSPO.COM”.  産業経済新聞社 (2003年12月5日). 2003年12月19日時点のオリジナルよりアーカイブ。2012年4月23日閲覧。
23. 1 2  “中森明菜、4年ぶりのTOP10入り! ニュース-ORICON STYLE-”.   オリコン (2007年1月23日). 2012年4月23日閲覧。
24. ↑  “中森明菜 / 歌姫 Complete Box Empress [6CD] [CD] [アルバム] - CDJournal.com”.   音楽出版社. 2012年4月21日閲覧。
25. ↑  “中森明菜 / 歌姫ベスト 25TH ANNIVERSARY SELECTION [CD] [アルバム] - CDJournal.com”.   音楽出版社. 2012年4月21日閲覧。
26. 1 2  『片想い・愛撫』（8cmCD）中森明菜、MCAビクター、1994年3月24日。MVDD-10004。
27. ↑  中森明菜『片想い・愛撫』（8cmCD）MCAビクター、1994年3月24日。MVDD-10004。
28. ↑  高田秀之「CD HOT MENU」『CDでーた』第6巻第6号、角川書店、1994年4月5日、65頁。
29. 1 2 3 4  小野島大、三田真、渡辺亨、高橋道彦「クロス・レヴュー」『ミュージック・マガジン』第26巻第5号、ミュージック・マガジン、1994年5月1日、240頁。
30. 1 2  保母大三郎「ALBUM GUIDE 1994」『ミュージック・マガジン 3月増刊号 THE GROOVY 90'S 90年代日本のロック/ポップ名盤ガイド』第42巻第3号、ミュージック・マガジン、2010年3月1日、92頁。
31. ↑  “検索結果-ORICON STYLE アーティスト/CD検索”. 1994年04月第1週の邦楽アルバムランキング情報.   オリコン. 2012年4月15日閲覧。
32. ↑  “検索結果-ORICON STYLE アーティスト/CD検索”. 1994年04月第2週の邦楽アルバムランキング情報.   オリコン. 2012年4月15日閲覧。